# Белобрюхие попугаи
Белобрюхие попугаи (лат. Pionites) — род птиц семейства попугаевых.

## Внешний вид
Характерными признаками попугаев этого рода являются: коренастое телосложение, короткий и закруглённый хвост, оперённая уздечка. Имеют чисто-белое оперение на груди и брюшке. Надклювье и подклювье довольно крупное и сильно закруглённое.

## Распространение
Обитают в Южной Америке в бассейне Амазонки.

## Образ жизни
Населяют густые тропические леса. Питаются фруктами, семенами различных растений, иногда могут наносить вред, уничтожая на полях посевы риса.

## Классификация
Род включает 2 вида.
- Рыжеголовый белобрюхий попугай Pionites leucogaster (Kuhl, 1820)
- Черноголовый белобрюхий попугай Pionites melanocephala (Linnaeus, 1758)